# Mechoopda
Micho'pdo (Mechoopda), tribelet ili “distrikt” Konkow Indijanaca, danas je federalno priznato pleme s rezervata Chico Rancheria, koje se sastoji od 560 članova plemena i njime upravlja plemensko vijeće koje bira opće članstvo.

## Povijest
Mechoopda je bila seoska zajednica koja se prije nalazila u Little Butte Creeku, oko 3 i pol milje južno od današnjeg središta Chica. Stanovnici Mechoopde govorili su jezikom srodnim Maiduu, jednom od više od 175 jezika i dijalekata koji su se nekoć govorili u Kaliforniji.
Usmena tradicija Mechoopda ne uključuje priču o seobi, već se radije poziva na početke ovog svijeta na mjestu poznatom kao Tadoiko, nekoliko milja južno od sela. Tu je splav s Kodoyampehom (Tvorcem zemlje) i kornjačom prvi put pristala na meku, novostvorenu zemlju. Stoljećima je ondje bila vidljiva velika depresija dok početkom 20. stoljeća nije izravnana za poljoprivredu.
Do 1850. godine, nakon što je John Bidwell preuzeo španjolski zemljišni posjed, Rancho Arroyo Chico, Mechoopda se preselila u bivši ljetni kamp koji se nalazio na južnoj strani Chico Creeka blizu First i Flume Streets u današnjem centru Chica. Nekoliko godina kasnije selo je preseljeno nizvodno, bliže Bidwellovoj rezidenciji. Godine 1868. selo je premješteno ½ milje zapadno na svoju konačnu lokaciju, s vremenom postavši Chico Rancheria.
Ljudi su ovo posljednje naselje nazvali Bahapki ("neprosijano"), a ne Mechoopda, jer su Indijanci iz nekoliko različitih sela i susjednih plemena boravili ondje kao članovi radne snage Rancho Arroyo Chico.